# Toora Village
Toora Village är en ort i Kiribati.   Den ligger i örådet Maiana och ögruppen Gilbertöarna, i den södra delen av landet, 40 km söder om huvudstaden Tarawa. Antalet invånare är 107.
Terrängen runt Toora Village är mycket platt.  Närmaste större samhälle är Bubutei Village, 11,7 km sydväst om Toora Village. 